# Dan Pastorini
Dante „Dan“ Anthony Pastorini (* 26. Mai 1949 in Sonora, Kalifornien) ist ein ehemaliger US-amerikanischer American-Football-Spieler auf der Position des Quarterbacks.
Er wurde beim NFL Draft 1971 von den Houston Oilers ausgewählt, bei denen er acht Jahre lang der Starting-Quarterback war und 1975 zum Pro Bowl gewählt wurde. Danach ging er zu den Oakland Raiders, wo er als Bankspieler den Super Bowl XV gewinnen konnte. Nach jeweils einem Jahr bei den Los Angeles Rams und den Philadelphia Eagles beendete er seine Karriere.

## College
Von 1968 bis 1970 besuchte Dan Pastorini die Santa Clara University in der gleichnamigen Stadt Santa Clara, Kalifornien. Dort spielte er zusammen mit dem späteren NFL-Schiedsrichter Mike Carey in der Footballmannschaft, deren Assistenztrainer sein Bruder Lou war. Neben American Football spielte Pastorini an der Universität auch noch Baseball.

## NFL

### Houston Oilers
Nachdem Pastorini bei der MLB Draft 1967 bereits in der Major League Baseball (MLB) gedraftet wurde, folgte 1971 sein zweiter Draft, nämlich der in der NFL. Dort wurde er nach Jim Plunkett und Archie Manning an dritter Stelle von den Houston Oilers ausgewählt. Bei den Oilers konnte Pastorini sich direkt in seiner ersten Saison auf der Position des Quarterbacks durchsetzten und startete in 13 von 14 möglichen Spielen. Dennoch blieb er mit den Oilers über die Jahre relativ erfolglos und konnte in der Saison 1972 und 1973 nur ein Spiel mit den Oilers gewinnen. Als 1975 Bum Phillips Trainer der Oilers wurde, konnte die Mannschaft erstmals seit Beginn der Dekade wieder mehr Siege als Niederlagen verbuchen und Pastorini wurde am Ende der Saison sogar zum Pro Bowl gewählt. Aber auch unter Bum Phillips konnten die Oilers die Play-offs zunächst nicht erreichen, ehe sie beim Draft 1978 Earl Campbell an erster Stelle auswählten. Pastorini führte die Mannschaft 1978 mit Campbell, direkt in dessen Rookie-Saison, ins AFC Championship Game. Dort schienen die Oilers gegen die Pittsburgh Steelers allerdings etwas chancenlos und verloren mit 34:5, wobei Pastorini fünf Interceptions warf. Auch in der folgenden Saison wurden die Oilers mit Pastorini als Quarterback zweiter in der AFC Central und waren somit für die Wild Card Playoffs qualifiziert. Dort besiegten die Oilers die Denver Broncos mit 12:5. In der nächsten mussten die Oilers auf Pastorini als auch auf Campbell verzichten und schlugen dennoch die San Diego Chargers. Im AFC Championship Game trafen die Oilers erneut auf den Erzrivalen aus Pittsburgh. Obwohl sowohl Pastorini, der durch seine Pässe einen Raumgewinn von 203 Yards erzielte und nur eine Interception warf, als auch das gesamte Team eine gute Leistung ablieferte reichte es auch dieses Mal nicht zum Sieg über Pittsburgh Steelers und somit auch nicht zum Erreichen des Super Bowl.

### Oakland Raiders
Im Jahre 1980 gab Bud Adams, Besitzer der Houston Oilers, Pastorini an die Oakland Raiders ab und erhielt dafür im Gegenzug Quarterback Ken Stabler. Pastorini spielte also fortan für die Raiders aus Oakland und wurde von Trainer Tom Flores direkt zum Starting-Quarterback ernannt. Doch nach nur fünf Spielen verletzte sich Pastorini und musste durch Jim Plunkett ersetzt werden. Dieser zeigte so gute Leistungen, dass Pastorini nicht mehr zum Zug kam und nur noch auf der Bank saß. Am Ende der Saison gewannen die Raiders den Super Bowl XV, Pastorini kam dabei aber nicht zum Einsatz.

### Karriereende
Auf Grund seiner begrenzten Einsatzzeit bei den Raiders wechselte Patorini 1981 zu den Los Angeles Rams. Dort kam er erst am 9. Spieltag gegen die Detroit Lions zu seinem ersten Kurzeinsatz. Im nächsten Spiel gegen die New Orleans Saints ließ ihn Coach Ray Malavasi sogar über die volle Länge spielen. In den Spielen danach kam er immer wieder zu kurzen Einsätzen, aber auf Dauer konnte er sich nicht gegen Pat Haden und Jeff Rutledge durchsetzen.
Daher zog Pastorini weiter und unterschrieb einen Vertrag bei den Philadelphia Eagles. Dort blieb er bis zum Ende seiner Karriere 1983. Eingesetzt wurde er währenddessen bei den Eagles nur drei Mal und konnte dabei nicht einen Pass spielen.

## Abseits des Footballs
Dan Pastorini besitzt eine Leidenschaft für Hydroplanes, er fuhr Drag Boat Racing und nahm an Wet-T-Shirt-Contests teil. Zudem war er auch als Schauspieler aktiv und spielte 1979 z. B. in Piranhas II – Die Rache der Killerfische mit. In den 1980er-Jahren war er auch Mitglied der National Hot Rod Association (NHRA) und konnte dort mehrere Titel gewinnen.
Von 1973 bis 1982 war Pastorini mit dem britischen Model June Wilkinson verheiratet und hat ein Kind mit ihr bekommen. Heute lebt und arbeitet er in Houston.

## Motorsport
Dan Pastorini war einige Jahre als Rennfahrer aktiv. Zwischen 1989 und 2005 war er einige Male beim 24-Stunden-Rennen von Daytona und dem 12-Stunden-Rennen von Sebring am Start. Außerdem betrieb er Mitte der 1980er Jahre Drag Racing, einen Beschleunigungssport, sowohl mit Autos, als auch mit Booten.

## Motorsport-Statistik

### Sebring-Ergebnisse
| Jahr | Team               | Fahrzeug    | Teamkollege | Teamkollege  | Teamkollege   | Platzierung | Ausfallgrund |
| ---- | ------------------ | ----------- | ----------- | ------------ | ------------- | ----------- | ------------ |
| 1992 | Pro-Technik Inc    | Porsche 911 | Sam Shalala | Bill Sargis  | Andre Toennis | Rang 14     |              |
| 1995 | Pro Technik Racing | Porsche 911 | Sam Shalala | Doug Frazier | Jim Matthews  | Ausfall     | Motorschaden |